# Вуич, Александр Иванович
Александр Иванович Вуич (1868 — 4 апреля 1929, Биарриц) — действительный статский советник, камергер.

## Биография
Православный. Из дворянского рода Вуичей. Родился в 1868 году в семье генерал-майора, профессора Николаевской академии Генерального штаба Иван Васильевич Вуича (младший из 12-и детей).
В 1890 году окончил Императорский Александровский лицей (IX кл.).
Поступил на службу 18 мая 1890 года.
Перешел в Министерство внутренних дел 1 апреля 1891 года. С 18 августа 1905 года чиновник для особых поручений V-го класса по общим делам при министре внутренних дел. Состоял в МВД как минимум до 1 мая 1907 года.
Камер-юнкер с 1897 года; камергер Высочайшего Двора со 2 апреля 1906 года (за отличие).
18 мая 1905 года получил чин статского советника.
Действительный статский советник с 6 мая 1910 года.
Состоял при принцессе Е. М. Ольденбургской. Член Попечительского совета приюта принца Петра Георгиевича Ольденбургского, секретарь принца. Чиновник министерства Императорского Двора.
Домовладелец в Санкт-Петербурге.
Жил в Петербурге по адресам Мойка, 64 (набережная реки Мойки) и Дворцовая наб., 2 (Дом Бецкого, 1915 год).
Эмигрировал во Францию. Похоронен на кладбище Сабау в Биаррице.

## Награды
Ордена:
- Два ордена Святого Станислава (2 степени)
- Два ордена Святой Анны (2 степени)
- Святого Владимира (4 степени — 6 мая 1904 года)

А также:
- Бухарский орден Золотой звезды (2 степени)
- Большой офицерский крест итальянского ордена Короны
- Офицерский крест ордена Спасителя
- Командорский крест ольденбургского ордена Петра-Фридриха-Людвига

## Семья
Холост (на 1 мая 1907 года).

Брат моего отчима Александр Иванович Вуич был секретарем принца Ольденбургского и очень заботился обо мне. Он был свободным человеком, холостяком и всю жизнь был предан своей матери. Благодаря его связям мне нашлось место у купца Второва, но его дело просуществовало лишь несколько месяцев и лопнуло.— из воспоминаний Ии Ге-Абди (Александр Васильев "Красота в изгнании")